# 四賀ノ峰辰之助
四賀ノ峰 辰之助（しがのみね たつのすけ、1873年〈明治6年〉5月5日 - 1958年〈昭和33年〉6月10日）は、青森県三戸郡野沢村（現・新郷村）出身で高砂部屋に所属した元大相撲力士。本名は谷地村 辰之助（やちむら たつのすけ）。

## 略歴
高砂部屋に入門。梅常陸時代の古い元十両とあり、1898年5月四ツノ谷辰之介で序ノ口に就く。1900年1月四賀ノ峰に改名する。1905年1月十両に昇進。1場所で陥落し、1906年5月再十両。十両を4場所務め、4枚目まで進む。1908年5月に幕下に陥落し、その後も幕下以下で長く現役を続けたが、三段目、序二段と落ち、1921年1月序二段で引退する。引退後は世話人となった。
大正の終わりごろ、脳溢血で亡くなったと思われ、葬式をしていたところ、息を吹き返したという。それから30年以上生き、1958年に85歳で亡くなった。
三代の高砂親方に仕え、高砂親方（前田山）も一目置き、四賀さんと呼んでいたという。
浅井万金膏の販売を武蔵川（鴨緑江）から譲り受け、いつも背中の風呂敷に浅井万金膏を持ち歩き、若い衆にはタダで配っていた。虫眼鏡と分厚い手相の本を持ち、若い衆の手相を見るのが楽しみで、「出世の相だ、幕内まで行く」と引退しかけたのちの幕内力士たちを引き留めたという。高砂部屋の阿久津川もその一人とのこと。

## 土俵成績
- 番付在位場所数：46場所
- 十両在位：5場所
- 十両成績：10勝15敗1分1預
- 通算成績：不明（当時の幕下以下の勝敗等の記録については相撲レファレンス等のデータベースに登録がなく、明治30年代半ばまでの序二段や序ノ口など記録が現存しない場所がある可能性もあるため。ただし、以上の十両成績のほか、幕下の勝敗等として少なくとも6勝13敗2分が確認できる）

### 場所別成績
| 1898年 （明治31年） | x                               | 東序ノ口5枚目 –              |
| 1899年 （明治32年） | 東序二段7枚目 –                 | 東三段目14枚目 –             |
| 1900年 （明治33年） | 西三段目19枚目 –                | 西三段目25枚目 –             |
| 1901年 （明治34年） | 東三段目14枚目 –                | 西幕下41枚目 –               |
| 1902年 （明治35年） | 西幕下39枚目 –                  | 西幕下28枚目 –               |
| 1903年 （明治36年） | 西幕下18枚目 –                  | 西幕下6枚目 1–0 （対十両戦） |
| 1904年 （明治37年） | 東幕下2枚目 –                   | 東幕下4枚目 1–0 （対十両戦） |
| 1905年 （明治38年） | 東十両10枚目 2–3                | 東幕下2枚目 1–0 （対十両戦） |
| 1906年 （明治39年） | 西幕下筆頭 0–0 1分 （対十両戦） | 東十両8枚目 1–1              |
| 1907年 （明治40年） | 東十両10枚目 4–3                | 東十両4枚目 3–3 1分          |
| 1908年 （明治41年） | 東十両7枚目 0–5 1預             | 東幕下3枚目 1–1 （対十両戦） |
| 1909年 （明治42年） | 東幕下16枚目 –                  | 西幕下9枚目 1–4              |
| 1910年 （明治43年） | 東幕下26枚目 –                  | 東幕下10枚目 1–3 1分         |
| 1911年 （明治44年） | 東幕下19枚目 –                  | 東幕下16枚目 –               |
| 1912年 （明治45年） | 西幕下3枚目 0–5                 | 西幕下18枚目 –               |
| 1913年 （大正2年） | 西幕下30枚目 –                  | 東幕下44枚目 –               |
| 1914年 （大正3年） | 東三段目2枚目 –                 | 東三段目21枚目 –             |
| 1915年 （大正4年） | 東三段目5枚目 –                 | 東幕下54枚目 –               |
| 1916年 （大正5年） | 西幕下54枚目 –                  | 東幕下55枚目 –               |
| 1917年 （大正6年） | 西三段目4枚目 –                 | 東三段目27枚目 –             |
| 1918年 （大正7年） | 西三段目9枚目 –                 | 西三段目18枚目 –             |
| 1919年 （大正8年） | 東三段目24枚目 –                | 西三段目28枚目 –             |
| 1920年 （大正9年） | 西序二段筆頭 –                  | 東序二段16枚目 –             |
| 1921年 （大正10年） | 西序二段40枚目 引退 –           | x                            |
| 各欄の数字は、「勝ち-負け-休場」を示す。 優勝 引退 休場 十両 幕下 三賞：敢=敢闘賞、殊=殊勲賞、技=技能賞 その他：★=金星 番付階級：幕内 - 十両 - 幕下 - 三段目 - 序二段 - 序ノ口 幕内序列：横綱 - 大関 - 関脇 - 小結 - 前頭（「#数字」は各位内の序列） |                                 |                              |

- 幕下以下の地位は小島貞二コレクションの番付実物画像による。幕下の勝敗数等において、暫定的に対十両戦の分のみを示している箇所あり。

## 改名歴
- 四ツノ谷 辰之介 - 1898年5月場所 - 1900年5月場所
- 四賀ノ峰 辰之助（番付面表記は十両在位時「四賀ノ峯 辰之助」、幕下以下在位時「四賀ノ峯 辰之介」（一部「志賀ノ峯 辰之介」の誤記あるいは表記揺れあり）） - 1901年1月場所 - 1921年1月場所